# Терпіннівський район

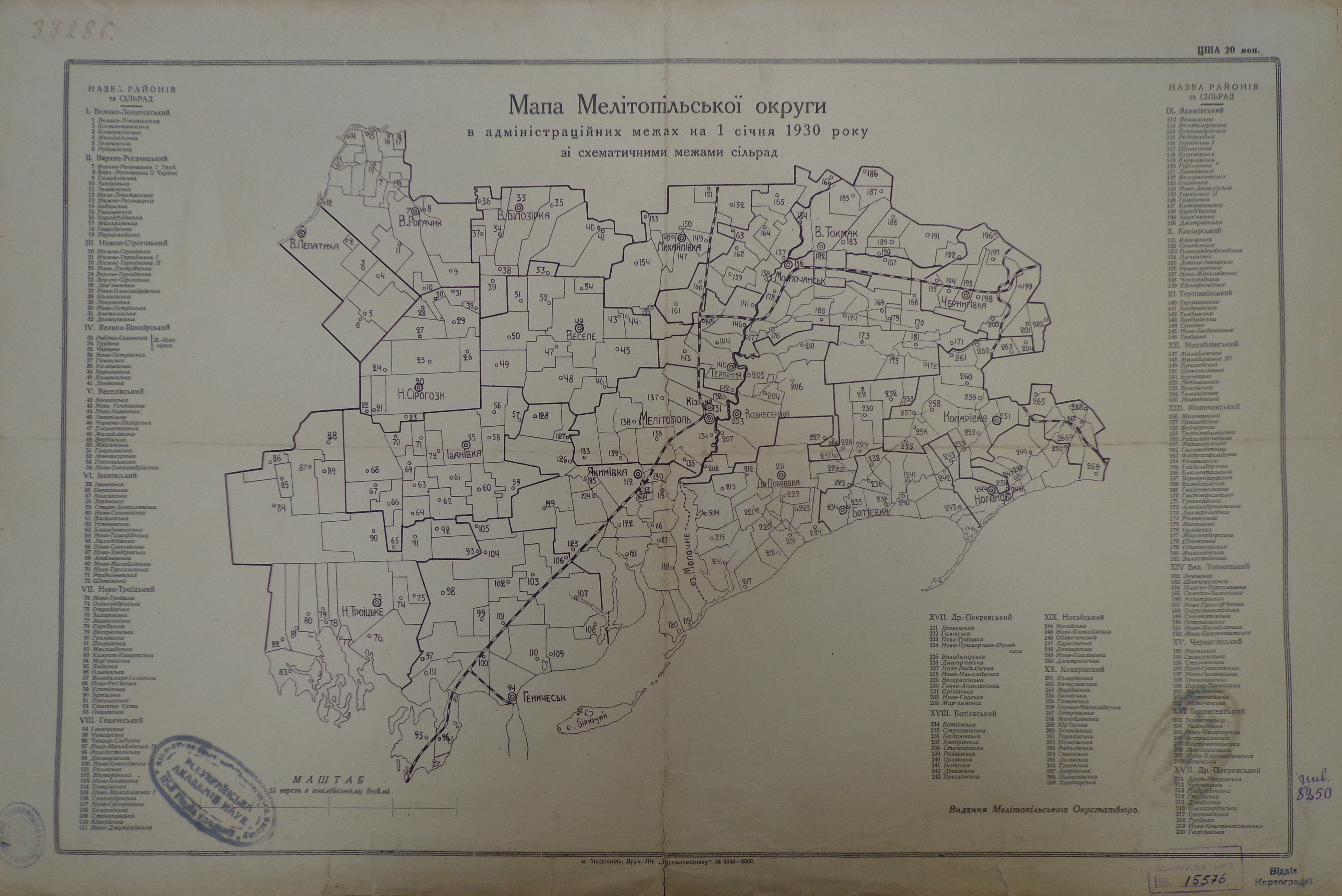
Терпіннівський район на мапі Мелітопольської округи 1930 року.

Терпіннівський район (Терпіннянський район; рос. Терпеньевский район) — російський національний район у складі УРСР, що існував у 1924 — 1933 роках. Центр — село Терпіння.
Створений 11 червня 1924 року з частини Пришибського району (колишня Терпіннівська волость) Мелітопольської округи. Пізніше перетворений на національний російський район.
15 вересня 1930 року Мелітопольська округа ліквідована, район перейшов у безпосереднє підпорядкування республіці. При цьому до Терпіннівського району була приєднана частина Вознесенського.
27 лютого 1932 року ввійшов до складу Дніпропетровської області.
20 травня 1933 року ліквідований з приєднанням до Мелітопольського району.